# Hezarpare Ahmed Pacha
Tezkereci Ahmed Pacha (assassiné le 8 août 1648), plus connu sous le nom posthume de Hezarpare Ahmed Pacha est un homme d'État ottoman qui est defterdar c'est-à-dire « ministre des finances » puis grand vizir de l'Empire ottoman du 21 septembre 1647 à sa mort.

## Biographie

### Première année
Ahmed est le fils d'un soldat professionnel probablement d'origine grecque. Contrairement à son père, il n'entre pas dans la carrière militaire, mais choisit d'intégrer la bureaucratie ottomane. Il occupe plusieurs fonctions, dont une de secrétaire personnel (tezkereci) du grand vizir Kemankeş Mustafa Pacha, obtenant ainsi l'épithète tezkereci après sa nomination. En 1646, deux ans après l'exécution de Mustafa Pacha, il est nommé defterdar c'est-à-dire ministre des finances et en 1647, il est promu à la fonction de grand vizir, le plus haut poste de l'administration ottomane.

### Grand vizir
Le sultan Ibrahim parfois surnommé « Ibrahim le Fou » est un souverain mentalement déséquilibré. Grand amateur de manteaux en peaux de zibeline, il contraint son grand vizir à acheter des quantités énormes de peaux pour ses palais. De ce fait, Ahmed Pacha doit consacrer davantage de son temps au commerce du zibelines plutôt qu'aux affaires d'État. Pendant ce temps la flotte de la république de Venise bloque le Dardanelles, et Venise  prend également le contrôle de l'importante forteresse de Klis dans l'actuelle Croatie dans le contexte de la guerre de Candie. De plus l'acquisition à grande échelle de peaux accentue le déficit du budget déjà déséquilibré par le financement de l'effort de guerre.

## Décès
En 1648, Ahmed Pacha lève une lourde taxe pour faire face aux énormes dépenses du budget. Toutefois, sa décision provoque la colère et la rébellion parmi la population de l'Empire ottoman. Le 8 août 1648 il est mis à mort par la populace et son corps est découpé en de nombreux morceaux par la foule en colère. L'épithète 'Hezarpare d'origine persane qui lui est donné après sa mort, signifie « mille pièces », et se réfère au sort de son cadavre après son lynchage. Dix jours après le meurtre d'Ahmed Pacha, le sultan Ibrahim Ier est lui aussi déposé et assassiné.